# Johnny High
Johnny Harold "Sky" High (Birmingham, Alabama, 25 de abril de 1957-Phoenix, Arizona, 13 de junio de 1987) fue un jugador de baloncesto estadounidense que jugó 4 temporadas en la NBA. Con 1,90 metros de altura, juega en la posición de escolta.

## Trayectoria deportiva

### Universidad
Tras pasar dos años en el pequeño Community College de Lawson State, jugó durante dos temporadas con los Wolf Pack de la Universidad de Nevada, en las que promedió 16,7 puntos y 4,8 rebotes por partido. Hoy en día todavía mantiene el récord de robos de balón de su universidad, con 115. En su última temporada fue elegido en el mejor quinteto de la West Coast Conference.

### Profesional
Fue elegido en la vigésimo cuarta posición del Draft de la NBA de 1979 por Phoenix Suns, donde jugó durante cuatro temporadas, todas ellas como suplente. Su mejor campaña fue la temporada 1980-81, en la que promedió 8,4 puntos, 2,8 rebotes y 2,5 asistencias por partido. Ese año, en un partido ante Washingtom, consiguió 9 robos de balón, que fue récord de la franquicia hasta que fue superado por Kevin Johnson en 1993.

## Estadísticas de su carrera en la NBA

### Temporada regular
| Temporada | Edad | Equipo       | Liga | P   | TIT | MIN  | TC  | TCA | %TC  | 3P  | 3PA | %3P  | TL  | TLA | %TL  | R.OF. | R.DEF. | REB | ASIS | ROB | TAP | PER | FP  | PTS |
| 1979-80   | 22   | Phoenix Suns | NBA  | 82  |     | 13.7 | 1.8 | 3.9 | .446 | 0.0 | 0.1 | .143 | 1.5 | 2.2 | .674 | 0.8   | 1.3    | 2.1 | 1.5  | 0.9 | 0.2 | 1.5 | 2.1 | 5.0 |
| 1980-81   | 23   | Phoenix Suns | NBA  | 81  |     | 21.6 | 3.0 | 7.1 | .427 | 0.0 | 0.3 | .083 | 2.3 | 3.3 | .693 | 1.1   | 1.7    | 2.8 | 2.5  | 1.6 | 0.3 | 2.3 | 3.1 | 8.4 |
| 1982-83   | 25   | Phoenix Suns | NBA  | 82  | 2   | 14.1 | 1.2 | 2.6 | .461 | 0.0 | 0.1 | .200 | 0.8 | 1.7 | .463 | 0.5   | 1.3    | 1.8 | 1.9  | 1.0 | 0.4 | 1.3 | 2.5 | 3.2 |
| 1983-84   | 26   | Phoenix Suns | NBA  | 29  | 9   | 17.7 | 0.6 | 1.8 | .346 | 0.0 | 0.1 | .000 | 0.3 | 1.0 | .345 | 0.6   | 1.7    | 2.3 | 1.8  | 1.4 | 0.4 | 1.3 | 2.9 | 1.6 |
| Total     |      |              | NBA  | 274 | 11  | 16.6 | 1.9 | 4.3 | .435 | 0.0 | 0.1 | .105 | 1.4 | 2.2 | .619 | 0.8   | 1.5    | 2.3 | 1.9  | 1.2 | 0.3 | 1.7 | 2.6 | 5.1 |

### Playoffs
| Temp.   | Edad | Equipo       | Liga | P  | MIN | TCA | TC | 3PA | 3P | TLA | TL | R.OF. | REB | ASIS | ROB | TAP | PER | FP | PTS | %TC  | %3P  | %FT  | MIN  | PTS | REB | AST |
| 1979-80 | 22   | Phoenix Suns | NBA  | 8  | 120 | 12  | 31 | 0   | 2  | 8   | 16 | 10    | 25  | 20   | 6   | 2   | 7   | 20 | 32  | .387 | .000 | .500 | 15.0 | 4.0 | 3.1 | 2.5 |
| 1980-81 | 23   | Phoenix Suns | NBA  | 7  | 117 | 14  | 33 | 0   | 0  | 9   | 14 | 9     | 19  | 6    | 6   | 2   | 6   | 24 | 37  | .424 |      | .643 | 16.7 | 5.3 | 2.7 | 0.9 |
| 1982-83 | 25   | Phoenix Suns | NBA  | 3  | 45  | 5   | 11 | 0   | 1  | 0   | 2  | 7     | 10  | 6    | 3   | 1   | 1   | 7  | 10  | .455 | .000 | .000 | 15.0 | 3.3 | 3.3 | 2.0 |
| Total   |      |              | NBA  | 18 | 282 | 31  | 75 | 0   | 3  | 17  | 32 | 26    | 54  | 32   | 15  | 5   | 14  | 51 | 79  | .413 | .000 | .531 | 15.7 | 4.4 | 3.0 | 1.8 |

## Fallecimiento
High falleció la madrugada del 13 de junio de 1987 cuando su coche se estrelló contra un poste, a los 30 años. La autopsia reveló que el alcohol en sangre era de 0.11, una centésima por encima de lo permitido en Arizona, pero no se hallaron restos de otras sustancias.